# Arga

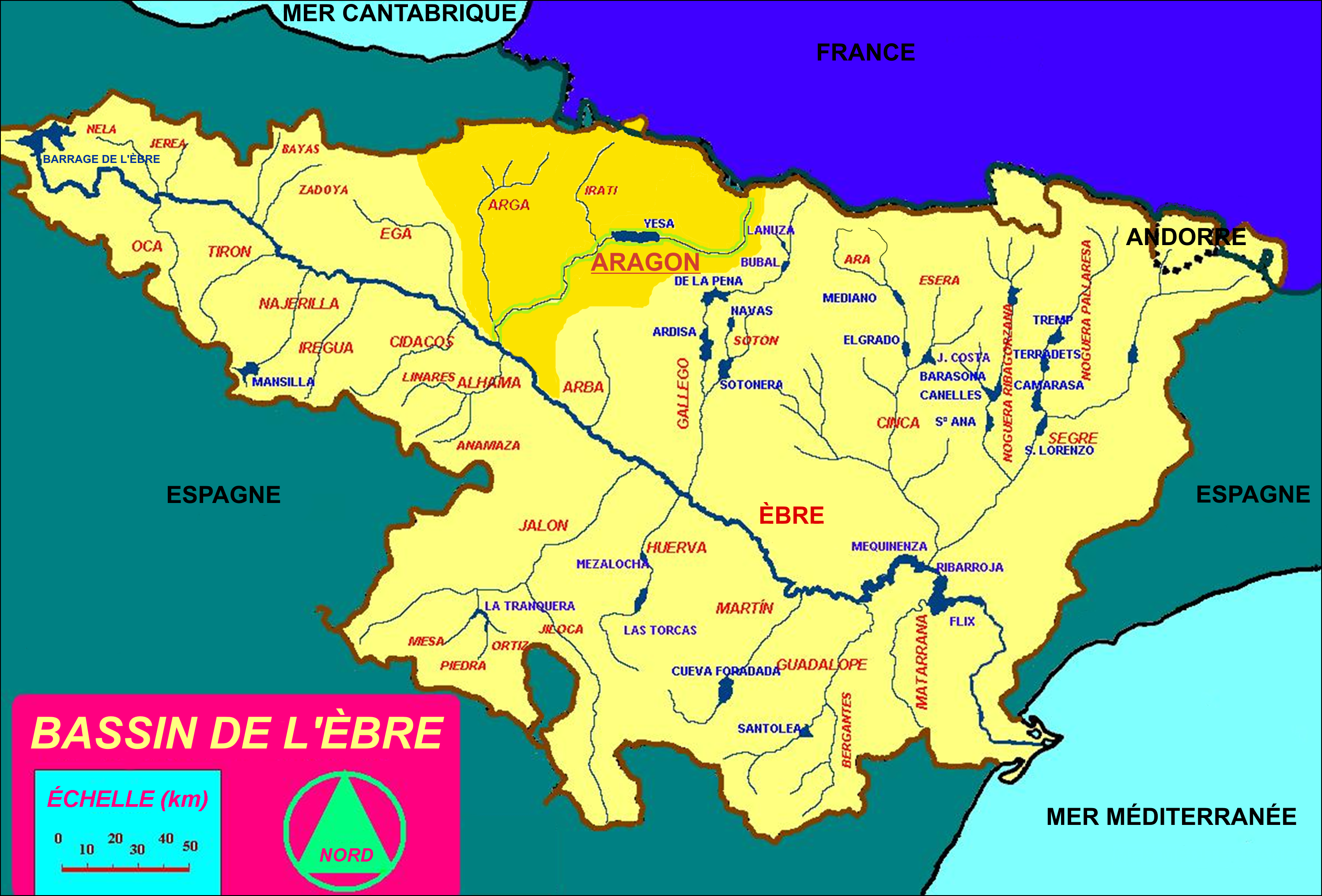

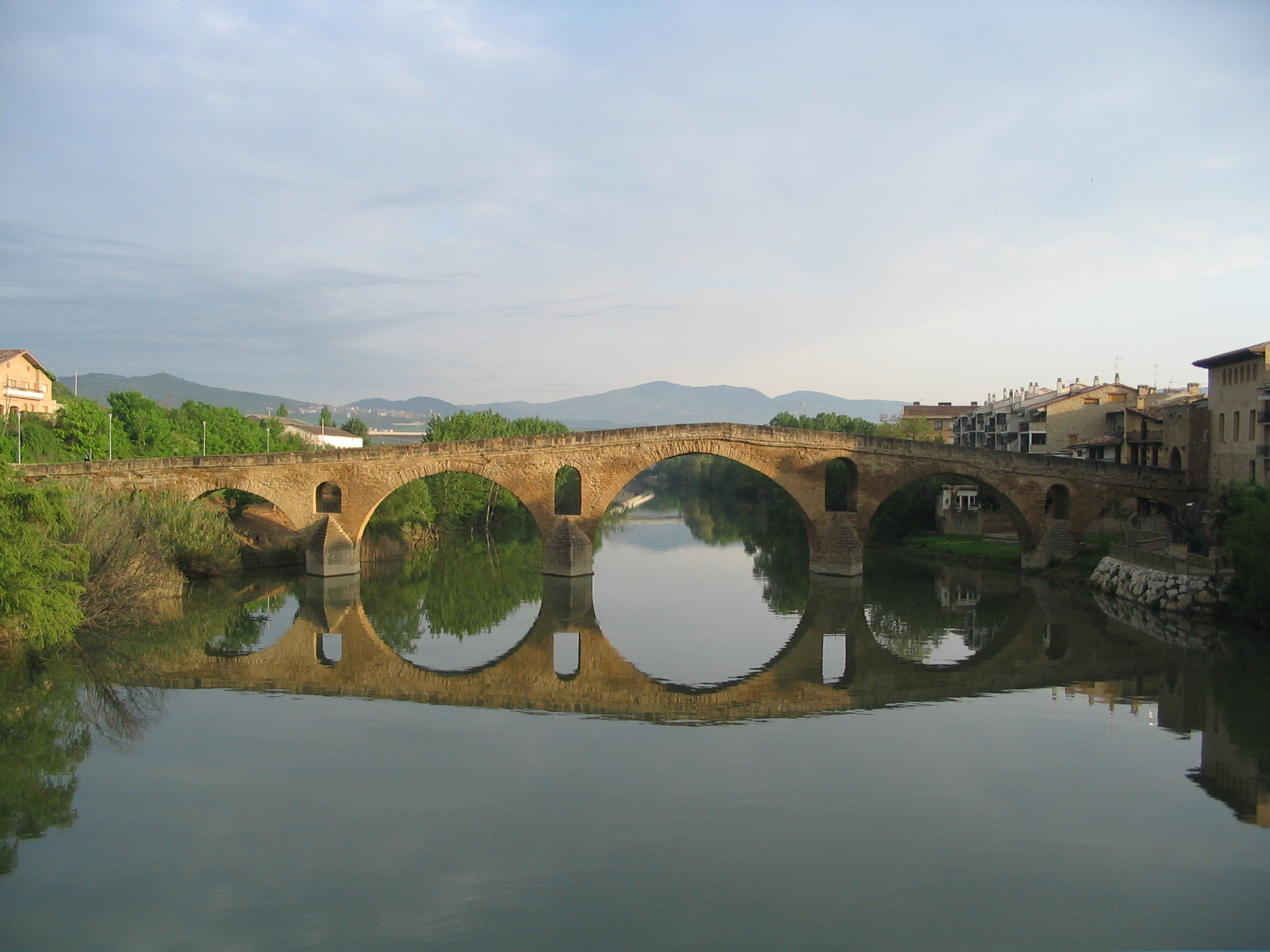
Elfde-eeuwse brug over de Arga bij Puente La Reina – Gares

De Arga is een rivier in Navarra (Spanje) en via de Aragon een zijrivier van de Ebro. De rivier ontstaat bij de Alto de Urquiaga en mondt uit in de Aragon nabij Funes. De Arga is de grootste Navarrese rivier. Van de 2759 vierkante kilometer dat het bekken van de Arga groot is, ligt 2652 km² in de regio Navarra. 107 km² behoort tot de autonome regio Baskenland (provincie Álava nabij Arakil). In de Oudheid droeg de rivier de naam Runa.